# Chryzostom Mikołajewicz Wołodkiewicz
Chryzostom Mikołajewicz Wołodkiewicz (Wołodkowicz) herbu Rawicz (zm. 16 lutego 1642 roku) – podsędek żmudzki w latach 1631–1642, wojski żmudzki w latach 1628–1631, instygator Wielkiego Księstwa Litewskiego w latach 1626–1633, marszałek żmudzki w 1618 roku.
Poseł na sejm zwyczajny 1629 roku z Księstwa Żmudzkiego.